# 潘杰希尔冲突
潘傑希爾衝突，也称为共和国支持者与塔利班的冲突，是支持阿富汗伊斯蘭共和國的民族抵抗陣線等派系與塔利班控制的阿富汗伊斯蘭大公國之間發生的武裝衝突。2021年8月15日塔利班攻佔首都喀布爾以後，阿富汗伊斯蘭共和國副總統阿姆魯拉·沙雷就任臨時總統，並宣佈抵抗。8月26日，宣佈短暫停火。9月1日，隨著塔利班襲擊民族抵抗陣線的陣地，談判破裂，戰鬥重新開始。
截至2021年9月3日，除了潘杰希尔的反对派之外，阿富汗中部还有一些地区的少数民族和宗教少数群体仍然在抵抗塔利班。9月6日，塔利班控制了潘杰希尔省的大部分地区，抵抗战士撤退到山区，继续在该省境内战斗。山谷中的冲突在9月中旬基本停止，抵抗运动领导人阿姆鲁拉·萨利赫和艾哈迈德·马苏德逃往邻国塔吉克斯坦。尽管有这些事态发展，民族解放阵线仍在继续战斗，到2022年初，仍在包括巴格兰、巴尔赫、巴达赫尚和法里亚布在内的几个省份开展游击运动。此外，截至2021年12月，一支独立的反塔利班民兵仍在萨曼甘省控制领土。截至2022年12月，抵抗阵线没有控制任何领土，但仍在进行游击战。

## 背景
历史上，潘杰希尔山谷以其天然防御而闻名。在兴都库什山脉的包围下，潘杰希尔在20世纪80年代的入侵中从未落入苏联手中，在20世纪90年代初的内战中也从未落入塔利班手中。在1996-2001年的战争中，潘杰希尔是反塔利班北方联盟的中心。在这些冲突中，潘杰希尔由艾哈迈德·沙阿·马苏德（Ahmad Shah Massoud）领导，马苏德于2001年被自杀式炸弹袭击身亡。不久之后，美国入侵阿富汗，推翻了塔利班领导的阿富汗伊斯兰酋长国，最终建立了阿富汗伊斯兰共和国。在接下来的二十年里，马苏德和他的家人在潘杰希尔一直备受尊敬。
潘杰希尔人有传统反塔利班情绪，其具有种族层面：潘杰希尔山谷的大多数人口是塔吉克人，而塔利班的大多数是普什图人。然而，随着塔利班开始招募塔吉克人加入他们的队伍，这些种族差异在塔利班叛乱过程中变得不那么明显。
2021年，塔利班以闪电般的攻势占领了阿富汗大部分地区，潘杰希尔省是唯一能够抵抗到攻势结束的地区。 然而，由于外界的支援被切断，该山谷未来抵御塔利班袭击的能力受到了阻碍。在20世纪80年代和90年代，潘杰希尔的部队一直能够保持通往塔吉克斯坦的补给线畅通。在2021的冲突中，由于塔利班成功占领了阿富汗北部的大部分地区，这些地区无法支援。但无论如何，前阿富汗伊斯兰共和国继续对潘杰希尔山谷行使事实上的控制权，《每周》将其描述为2021年8月“塔利班手中唯一的地区”。前阿富汗伊斯兰共和国效忠者逃到潘杰希尔，希望将其变为反塔利班据点。

## 萨利赫与马苏德的声明
2021年8月17日，萨利赫从潘杰希尔山谷用《阿富汗宪法》宣布自己为阿富汗伊斯兰共和国总统，并发誓继续从这里对塔利班采取军事行动。阿富汗伊斯兰共和国国防部长马苏德以及阿富汗伊斯兰共和国驻乌兹别克斯坦大使馆支持了他担任总统的主张。2021年8月23日，马苏德与匿名的美国支持者进行了接触。

## 军队部署

### 阿富汗伊斯兰共和国与反塔利班民兵
在喀布尔陷落之前，周边地区开始向潘杰希尔省运送军事装备，包括直升机和装甲车。在那里，阿富汗国民军指挥官和士兵加入了他们的行列，包括突击队、前圣战者他们曾为艾哈迈德·马苏德已故的父亲艾哈迈德·沙阿·马苏德服务，以及其他反塔利班活动人士。他们中的大多数人在逃离昆都士、巴达赫尚、塔哈尔和巴格兰后，在巴格兰省的安达拉布区重新集结，然后转移到潘杰希尔。根据俄罗斯的估计，截至2021年8月中旬，各自为政的反塔利班武装大约有7000名武装人员。其他估计数字低至2000人，尽管萨利赫本人声称有10000人武装。到2021年8月22日，艾哈迈德·马苏德声称在山谷中聚集了大约9000名战士和至少一批“装甲悍马”。
潘杰希尔的共和军组织为阿富汗民族抵抗阵线（NRF）。在NRF内部，忠于萨利赫的部队和忠于艾哈迈德·马苏德的部队之间存在分歧，因为前者坚决反对塔利班和反巴基斯坦，而后者则与支持塔利班的巴基斯坦保持良好关系。因此，马苏德更愿意与塔利班谈判。到8月22日，抵抗运动还证实，一些地方民兵已经开始独立于潘杰希尔的部队，单独与塔利班作战。根据亚辛·齐亚（Yasin Zia）的说法，抵抗军已经获得了五架阿富汗军方使用的直升机。2021年9月，潘杰希尔大部分地区被塔利班军队攻占，这大大削弱了民族解放阵线，尽管该组织在接下来的几个月里继续在阿富汗北部开展活动，并扩大了活动范围。到2022年4月，NRF估计将派出数千名战士，分成几个分支，如安达拉布抵抗阵线。
潘杰希尔政府倒台后，出现了其他亲阿富汗伊斯兰共和国的叛乱团体。这些组织包括“艾哈迈德·汗·萨曼加尼阵线”、阿富汗自由阵线、“阿富汗伊斯兰民族解放运动”、“民族抵抗高级委员会”、“自由军团”、“阿富汗解放阵线”、“哈扎里斯坦士兵”、“民主自由阵线”、“狼部队”、“全国自由阿富汗阵线”和“突厥斯坦自由猛虎组织”。

### 阿富汗伊斯兰酋长国
喀布尔陷落前，美国军事学院反恐中心估计，塔利班在阿富汗全境的兵力为60000名武装部队，还有多达200000名非正规军支持。由于阿富汗国民军的迅速投降，塔利班自此获得了大量美国制造的武器，包括装甲车和战斗机。塔利班仍然是一个由许多不同小组组成的运动，其目标、战略、信仰和忠诚各不相同。
到了2022年3月，阿富汗伊斯兰酋长国的武装力量已经变得越来越专业化，重组为军团，并部署自己的空军——由直升机部队组成——对抗共和国叛军。

## 时间线

### 潘傑希爾抵抗勢力集結
2021年8月17日，與沙雷發布聲明同時時潘杰希爾山谷雖然四面楚歌但尚未被攻擊，阿富汗國民軍殘召下集結於山谷，隔天陸續有受傷的士兵民眾大量湧入阿納巴區的臨時醫療中心。8月18日抵抗陣線與塔利班在薩朗山口以及帕爾旺省戰鬥，並奪回了帕爾旺首府查里卡。8月20日在當地警局的幫助下，又重奪巴格蘭省的安達拉布、普利·希薩爾、迪·薩拉三區，塔利班證實旗下15名士兵陣亡。

### 首次談判與短暫停火
8月22日，塔利班一面要求俄羅斯駐喀布爾大使館介入調解，一面派遣數百名士兵前往山谷。小馬蘇德要求阿富汗須建立保障人權、婦女權利，具包容性的議會制政府，但未被對方重視。隔天起談判迅速破裂，塔利班將領卡里·法西胡丁受命開始進攻山谷，雙方在抵抗陣線之前攻陷的巴格蘭省三區與鄰近的巴努區（Banu）激烈交戰，不久巴努區也落入抵抗陣線的掌控。8月24日，另一支塔利班軍隊試圖從巴達尚赫省進攻安朱曼山口（Anjuman），但遭受大量傷亡後被擊退。
8月26日，塔利班宣布停火，再度與抵抗陣線談判，但實際上雙方仍在巴格蘭省東部交火，衝突擴散至卡比薩省，29日起塔利班下令關閉了潘傑希爾省的網際網路與電信服務並開始進軍山谷，9月1日已確定談判失敗。

### 阿富汗中部的塔利班攻勢和叛亂
在阿富汗中部 有兩隻哈札拉民兵在抵抗第一隻為前共和國將軍哈札拉人阿里普爾
另一隻為不滿塔利班爾反抗塔利班前將軍 邁赫迪·穆賈希德

## 外国参与

### 中立
截至2021年8月23日，国际社会没有公开支持抵抗。在冲突开始时，美国和其他潜在盟友专注于同时进行的喀布尔空运，这需要塔利班的合作。马苏德在《华盛顿邮报》发表的要求西方支持的评论可能因为美国政府缺乏对抵抗阵线的支持。
8月21日，印度前陆军参谋长尚卡尔·罗乔杜里表示，印度政府必须与可能对印度友好的塔利班派别一起，与潘杰希尔的抵抗力量接触。

### 支持抵抗阵线
2021年8月25日，前五角大楼高级顾问比拉尔·萨博和前国防部副助理部长米克·穆罗伊在《时代》杂志的一篇社论中表示，华盛顿特区应在阿富汗提供支持，允许中央情报局派驻负责反恐的官员，秘密协助反塔利班抵抗组织。美国参议员林赛·格雷厄姆和众议员迈克尔·沃尔兹主张给予NRF支持，以便塔利班在攻占喀布尔后能够坚持反对塔利班。
8月27日，来自塔吉克斯坦库洛布的塔吉克人自愿准备与塔利班作战，尽管塔吉克官员警告称这可能被视为非法。在9月2日的一次采访中，加拿大和平研究协会主席埃里克·辛普森表示，一个国家公开支持阿富汗境内的抵抗活动可能存在风险，并建议最好支持海外的反塔利班抵抗团体。
9月6日，伊朗外交部发言人赛义德·哈提布扎德强烈谴责塔利班袭击潘杰希尔山谷的行为。9月10日，德黑兰市议会正式命名并批准了一条名为Panjshir Alley的道路。
2021年9月中旬，为了提高塔利班政府的包容性，20名欧洲议会议员提出动议，邀请NRF领导人艾哈迈德·马苏德向欧洲理事会和欧洲议会发表讲话，就像他父亲20年前所做的那样。

### 支持塔利班
在阿富汗全国记者联盟记者、全国抵抗阵线发言人法希姆·达什蒂去世后，NRF官员指责巴基斯坦帮助塔利班，并表示达什蒂死于巴基斯坦空军的无人机袭击。萨曼甘省前议会代表齐亚·阿里安贾德向伊朗Aamaj新闻重申了这一说法，称巴基斯坦武装部队正在协助潘杰希尔的塔利班使用智能炸弹进行无人机袭击。根据国防分析家巴巴克·塔格瓦伊的说法，巴基斯坦正在使用CH-4无人机协助潘杰希尔的塔利班。巴基斯坦军事情报机构三军情报局负责人法伊兹·哈梅德在达什蒂去世前访问了喀布尔，据一名巴基斯坦高级官员称，他协助塔利班重组阿富汗军队。
伊朗国际通讯员塔朱登·索罗什表示，潘杰希尔州州长卡马卢丁·内扎米曾告诉他，有几次无人机被用来瞄准抵抗军。福克斯新闻报道称，中央司令部的一名消息人士证实，巴基斯坦特种部队在无人机打击下协助塔利班。共和党众议员亚当·金辛格表示，如果该报告得到证实，美国应制裁巴基斯坦创建和保护塔利班。据奥地利公共广播公司Österreichischer Rundfunk报道，这些报道未经证实。塔利班否认了达什蒂死于无人机袭击的说法，巴基斯坦外交部也否认了巴基斯坦参与潘杰希尔事件的报道。

## 分析
喀布尔陷落后不久，记者卡洛塔·加尔和亚当·诺西特在《纽约时报》上写道，如果国际社会对当时正在进行的空运行动表示某种形式的支持，那么国际社会将陷入困境。阿卜杜勒·马丁·贝克表示，其他反塔利班武装正在等待，观察以潘杰希尔为基地的武装分子是否会抵抗到底，或继续考虑与塔利班代表进行谈判。他认为，他们的成功可以激励其他人也这样做。
分析家比尔·罗吉奥和安德鲁·托宾推测，2021年9月初塔利班对潘杰希尔山谷的进攻最终取得成功，可能与全国抵抗阵线之前扩张到邻近地区的企图有关。因此，抵抗阵线会过度扩张，所以防御准备不足。